# Kakonkari (ö i Egentliga Finland)
Kakonkari är en ö i Finland. Den ligger i Skärgårdshavet och i kommunerna Tövsala och Gustavs i landskapet Egentliga Finland, i den sydvästra delen av landet. Ön ligger omkring 43 kilometer väster om Åbo och omkring 190 kilometer väster om Helsingfors.
Öns area är 0,6 hektar och dess största längd är 110 meter i sydöst-nordvästlig riktning.